# Hoher Kopf (Hauenstein)
Der Hohe Kopf ist ein 442,6 m ü. NHN hoher Berg im nördlichen Wasgau, wie der Südteil des Pfälzerwaldes auch genannt wird.

## Lage
Der Berg befindet sich komplett auf der Gemarkung der Gemeinde Hauenstein (Pfalz), die etwa eineinhalb Kilometer nördlich liegt. Er ist der höchste Berg eines etwa zwei Kilometer langen Bergrückens, der sich vom Berg im Süden über den Benz (369,9 m ü. NHN) bis zum Burghalderfelsen nach Norden hinzieht und der dort steil nach Hauenstein abfällt. Unweit südlich von ihm entspringt die Queich, die im Westen am Hohen Kopf vorbei durch das Stephanstal in Richtung Norden fließt. Der Hohe Kopf ist von Nadelwald bedeckt. Mehrere Forstwege führen an den Hängen des Hohen Kopfes entlang, keiner davon jedoch bis zum Gipfel.

## Felsen
An seiner Südseite tritt der Buntsandstein, der den Hohen Kopf aufbaut, zutage und bildet einen auffälligen Felsturm namens Stephansturm. Er wird im Volksmund wegen seiner Form auch „Kamel“ genannt, da er eigentlich aus zwei Türmen, dem Großen und dem Kleinen Stephansturm, besteht. Er ist ein beliebter Kletterfelsen. Hier finden sich 21 Routen der Schwierigkeitsgrade II bis IX+.

## Wanderwege
Entlang seiner Westflanke verlaufen der Prädikatswanderweg Pfälzer Waldpfad und der Queichtalradweg.